# امیت آکداغ
امیت آکداغ (انگلیسی: Ümit Akdağ؛ زادهٔ ۶ اکتبر ۲۰۰۳) بازیکن فوتبال اهل رومانی است که به صورت قرضی از باشگاه فوتبال آلانیا اسپور برای باشگاه ورزشی گوزتپه بازی می‌کند. 
از باشگاه‌هایی که در آن بازی کرده است می‌توان به باشگاه فوتبال تولوز، باشگاه ورزشی گوزتپه، و باشگاه فوتبال آلانیا اسپور اشاره کرد.
وی همچنین در تیم ملی فوتبال زیر ۲۱ سال رومانی بازی کرده است.